# Eláfi
Eláfi är en ort i Grekland.   Den ligger i prefekturen Trikala och regionen Thessalien, i den centrala delen av landet, 270 km nordväst om huvudstaden Aten. Eláfi ligger 618 meter över havet och antalet invånare är 335.
Terrängen runt Eláfi är kuperad norrut, men söderut är den bergig. Runt Eláfi är det ganska glesbefolkat, med 36 invånare per kvadratkilometer. Närmaste större samhälle är Kalampáka, 13,5 km öster om Eláfi. I omgivningarna runt Eláfi växer i huvudsak blandskog.